# Park So-dam
Park So-dam (박소담?, Bak So-damLR; 8 settembre 1991) è un'attrice sudcoreana.

## Biografia
Ha iniziato la sua carriera di attrice nel cinema indipendente. Ha recitato per la prima volta per i canali ufficiali nel 2015, dopo aver fatto un'ottima impressione con le sue performance in Gyeongseong hakgyo: Sarajin sonyeodeul e Geom-eun sajedeul, per le quali ha ricevuto una triplice nomination come Migliore attrice esordiente e ha vinto il Busan Film Critics Awards. Nel 2016, ha ottenuto il ruolo di protagonista nel serial televisivo della KBS2 Beautiful Mind e in Cinderella-wa ne myeong-ui gisa della tvN. Nel 2019 ha raggiunto notorietà mondiale con Parasite, film vincitore, fra gli altri, di quattro Oscar, un Golden Globe e della Palma d'Oro a Cannes.

## Filmografia

### Cinema
- Deodo malgo deoldo malgo (더도 말고 덜도 말고?), regia di Im Oh-jung – cortometraggio (2013)
- Sonyeo (소녀?, regia di Choi Jin-sung (2013)
- Ingtugi (잉투기?), regia di Uhm Tae-hwa (2013)
- Sahyeonggeukjang mandeulgi (사형극장 만들기?) – cortometraggio (2013)
- Ippeun geotdeur-ui doe-eora (이쁜 것들이 되어라?), regia di Han Seung-hoon (2014)
- One on One (Il-dae-il), regia di Kim Ki-duk (2014)
- Madam Ppaengdeok (마담 뺑덕?), regia di Im Pil-sung (2014)
- Ready action cheongchun (레디액션 청춘?, Redi aeksyeon cheongchunLR), regia di vari (2014)
- Sang-ui-won (상의원?), regia di Lee Won-seok (2014)
- Suji (수지?), regia di Kim Shin-jung – cortometraggio (2014)
- Gori (고리?), regia di Lee Sang-hak – cortometraggio (2014)
- C'est si bon (쎄시봉?), regia di Kim Hyun-suk (2015)
- Gyeongseong hakgyo: Sarajin sonyeodeul (경성학교: 사라진 소녀들?), regia di Lee Hae-young (2015)
- Veteran (베테랑?, BeterangLR), regia di Ryu Seung-wan (2015)
- Sado (사도?), regia di Lee Joon-ik (2015)
- Geom-eun sajedeul (검은 사제들?), regia di Jang Jae-hyun (2015)
- Vampire-neun uri yeopjip-e sanda mandeulgi (뱀파이어는 우리 옆집에 산다 만들기?, Baempa-i-eoneun uri yeopjip-e sanda mandeulgiLR) – cortometraggio (2015)
- Beullumeonde-i-ui yeoja mandeulgi (블루먼데이의 여자 만들기?) – cortometraggio (2015)
- Seolhaeng nungir-eul geotda (설행 눈길을 걷다?), regia di Kim Hee-jung (2016)
- Gukgadaepyo 2 (국가대표 2?), regia di Kim Jong-hyun (2016)
- Parasite (Gisaengchung), regia di Bong Joon-ho (2019)
- Special Delivery, regia di Park Dae-min (2022)

### Televisione
- Bulg-eundal (붉은달?) – film TV (2015)
- Cheo-eum-iraseo (처음이라서?) – serie TV (2015)
- Beautiful Mind (뷰티풀 마인드?, Byutipul ma-indeuLR) – serie TV (2016)
- Cinderella-wa ne myeong-ui gisa (신데렐라와 네 명의 기사?, Sinderella-wa ne myeong-ui gisaLR) – serie TV (2016)
- Record of Youth (청춘기?, Cheongchun-girokLR) – serie TV (2020)
- Il gioco della morte (이재, 곧 죽습니다?, Ijae, got jukseumnidaLR) – serie TV (2023-2024)

## Teatro
- Let Me In (렛미인?) (2016)
- Closer (2016)

## Riconoscimenti
| Anno | Premio                                          | Categoria                         | Opera nominata                         | Risultato       |
| ---- | ----------------------------------------------- | --------------------------------- | -------------------------------------- | --------------- |
| 2015 | Buil Film Awards                                | Miglior attrice esordiente        | Gyeongseong hakgyo: Sarajin sonyeodeul | Candidato/a     |
| 2015 | Premio Daejong                                  | Miglior attrice esordiente        | Gyeongseong hakgyo: Sarajin sonyeodeul | Candidato/a     |
| 2015 | Blue Dragon Film Awards                         | Miglior attrice esordiente        | Gyeongseong hakgyo: Sarajin sonyeodeul | Candidato/a     |
| 2015 | Women in Film Korea Awards                      | Miglior attrice esordiente        | Geom-eun sajedeul                      | Vincitore/trice |
| 2015 | Busan Film Critics Awards                       | Miglior attrice esordiente        | Gyeongseong hakgyo: Sarajin sonyeodeul | Vincitore/trice |
| 2015 | One Night Surprise Awards                       | Premio futura regina di Cannes    |                                        | Vincitore/trice |
| 2015 | The Korea Film Actors Association Awards        | Premio popolarità                 | Geom-eun sajedeul                      | Vincitore/trice |
| 2016 | Korea Film Reporters Association Awards (KOFRA) | Miglior attrice esordiente        | Geom-eun sajedeul                      | Vincitore/trice |
| 2016 | Max Movie Awards                                | Miglior attrice esordiente        | Geom-eun sajedeul                      | Vincitore/trice |
| 2016 | Max Movie Awards                                | Premio stella nascente            |                                        | Candidato/a     |
| 2016 | Asian Film Awards                               | Miglior attrice non protagonista  | Geom-eun sajedeul                      | Candidato/a     |
| 2016 | Chunsa Film Art Awards                          | Miglior attrice esordiente        | Geom-eun sajedeul                      | Vincitore/trice |
| 2016 | Baeksang Arts Awards                            | Miglior attrice esordiente (film) | Geom-eun sajedeul                      | Vincitore/trice |
| 2016 | Baeksang Arts Awards                            | Miglior attrice esordiente (TV)   | Cheo-eum-iraseo                        | Candidato/a     |
| 2016 | APAN Star Awards                                | Miglior attrice esordiente        | Cinderella-wa ne myeong-ui gisa        | Candidato/a     |
| 2016 | Buil Film Awards                                | Miglior attrice non protagonista  | Geom-eun sajedeul                      | Vincitore/trice |